# Krishak-Sramik-Partei
Die Krishak-Sramik-Partei (KSP) war eine linksgerichtete politische Partei im ehemaligen Staat Ostpakistan. Sie war ein Versuch zur Wiederbelebung der Krishak-Praja-Partei (KPP). Der KSP wurde mehrfach vorgeworfen, dass sie zu häufig ihren Kurs wechsle und keine Grundsätze habe.
Geführt und gegründet wurde die KSP von A. K. Fazlul Huq.

## Geschichte
Kurz nach der Unabhängigkeit Pakistans 1947 wurde Fazlul Huq Generalanwalt der Region Ostpakistan (1947–1952). Huq zog sich daraufhin für kurze Zeit aus der Politik zurück, wandte sich aber mit Näherrücken der Wahl der Regionalversammlung von Ostpakistan wieder aktiv den politischen Entwicklungen in seiner Umgebung zu. Daraufhin gründete er die KSP (Krishak-Shramik-Partei), deren Vorsitzender er für lange Zeit war.
Bei der Wahl trat die KSP mit der Awami-Liga und anderen Parteien als United Front gegen die politisch dominierende
Muslimliga an. Die United Front gewann die Wahl mit großem Abstand. Dies hatte zur Folge, dass Huq Gouverneur Ostbengalens wurde.
Aufgrund von Meinungsverschiedenheiten zwischen der Awami-Liga und der KSP konnte dieses Bündnis kaum Reformen in die Tat umsetzen, da man nur selten auf einen gemeinsamen Nenner kam. Die Zentralregierung hob die Versammlung im Jahre 1956 auf, womit die KSP kurzfristig alle Mandate und den Posten des Gouverneurs verlor.
Infolge der Neuwahl der Versammlung löste sich die Allianz der Awami-Liga und der KSP auf. Das Wahlergebnis hatte die beiden Parteien wieder zur Zusammenarbeit gezwungen, die jedoch wieder keine nennenswerten Reformen umsetzte und zu einer skurrilen Führungsart führte: der Gouverneurspostens wechselte mehrfach zwischen Abu Hussain Sarkar von der KSP und Ataur Rahman Khan von der Awami-Liga.
Im Jahre 1958 wurde das Kriegsrecht verhängt. Im Frühjahr 1962 wurde erneut jegliche Art der politischen Aktivität in Bangladesch von der Zentralregierung verboten, woraufhin die KSP nur noch als kleine Unterorganisation weiterexistierte.
Am 27. April 1962 starb Fazlul Huq.

## Politisches
Die Partei setzte sich wie auch schon die KPP (Krishak-Praja-Partei) für Bauern ein, die nach der Abschaffung des Zamindarsystems (Steuereintreiber) Land bekommen hatten. Sie trat dafür ein, dass die Wahlen nach einem universellen Erwachsenen Wahlrecht ablaufen sollte. Das alte Wahlkreissystem war ihnen wichtig.
Als Regierung waren sie nur im Bündnis „United Front“ an der Macht. Diese Regierung hatte jedoch aufgrund von Meinungsverschiedenheiten zwischen den beiden linksgerichteten Parteien wenig konstruktiven Ergebnisse.